# 르노 트레저
르노 트레저(프랑스어: Renault TreZor)는 르노에서 2016년 파리 모터쇼에서 공개된 자율 기능을 갖춘 2인승 전기 컨셉트카이다.

## 내부

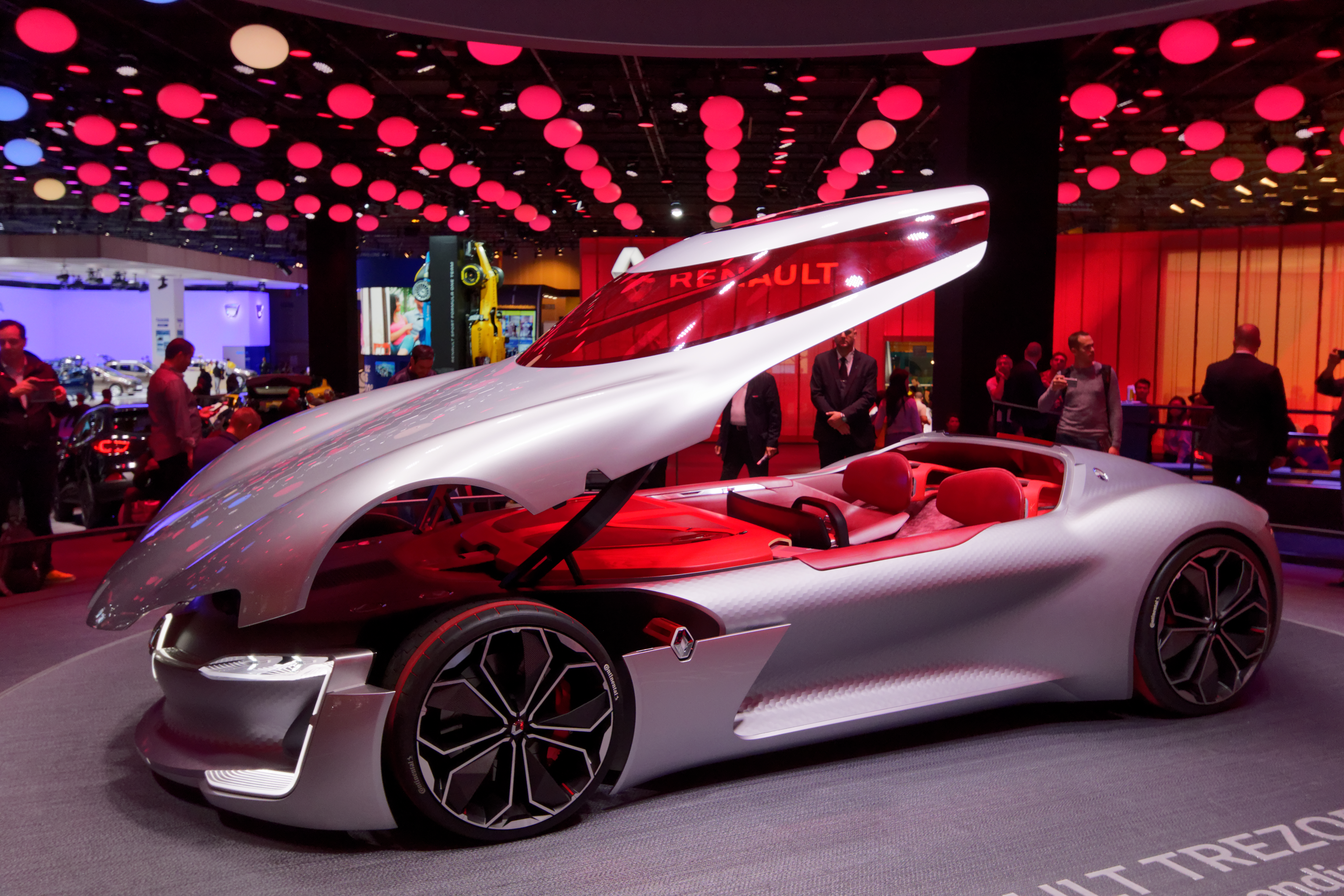
지붕이 열린 르노 트레저

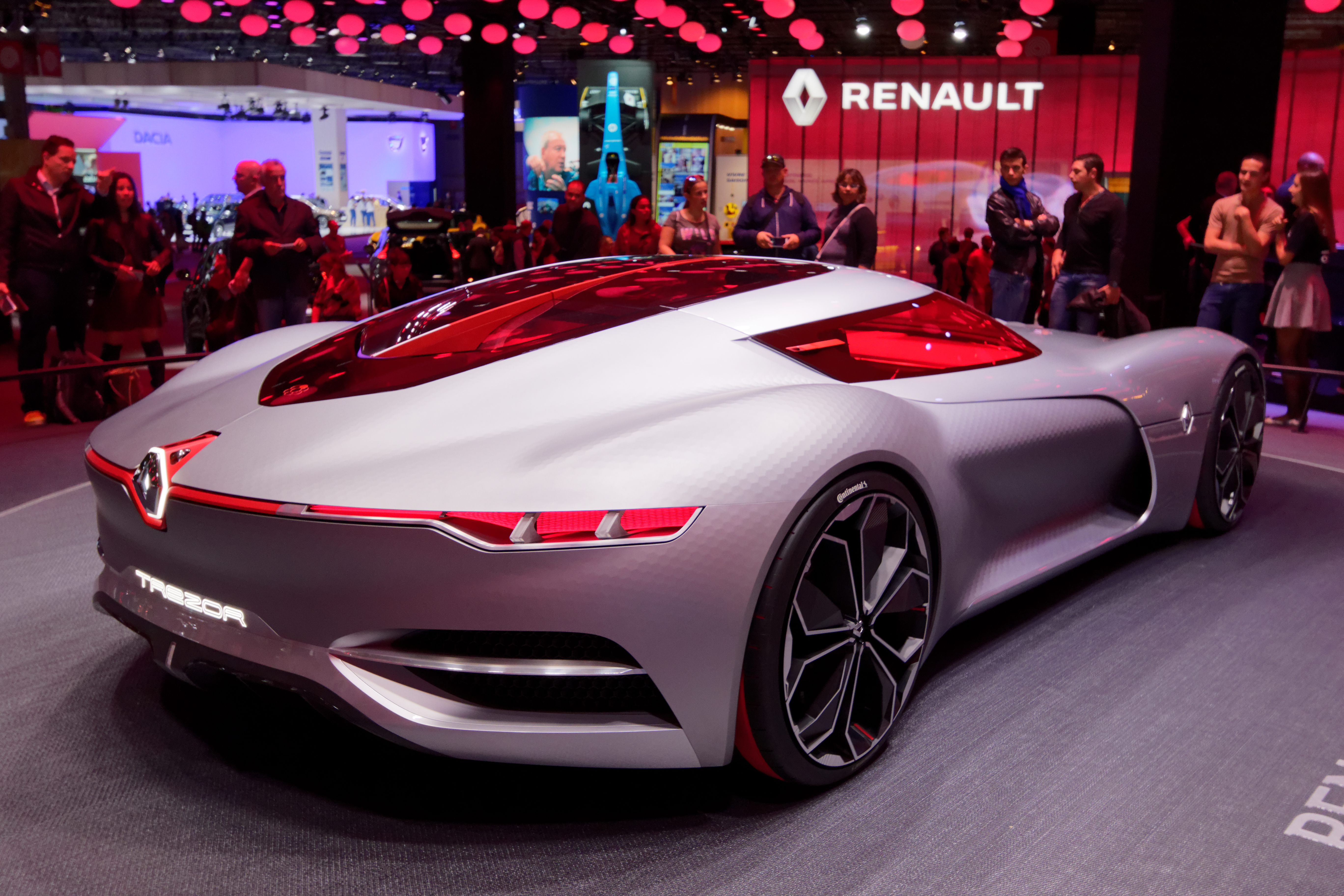
후면

## 비디오 게임에서의 등장
- 아스팔트 8: 에어본
- 아스팔트 9: 레전드
- GTA

## 수상
르노 트레저는 2016년 올해의 페스티벌 자동차 국제 최우수 컨셉카 상을 수상하였다.